# Aat
Aat (neve jelentése: „a hatalmas”) ókori egyiptomi királyné a XII. dinasztia idején, III. Amenemhat fáraó egyetlen olyan felesége, akinek a neve ismert.
Férje dahsúri piramisa alá temették el, egy másik királynéval, akinek neve nem maradt fenn. Aat sírkamrája a piramis déli része alatt fekszik, a bejárat fölött falmélyedésben állt a kanópuszedények ládikája.
Bár a sírt már az ókorban kifosztották, a régészek a sírkamrában megtalálták a királyné szarkofágját, temetkezési kellékeit, egy álajtót és egy áldozati asztalt, két buzogányfejet, hét kacsa formájú alabástromedényt, ékszerek darabjait és egy kanópuszedényt a törött ládikában. A szomszédos sírkamrában eltemetett másik királyné temetkezési kellékei közül arannyal díszített obszidiánedények, három kacsaforma alabástromedény, ékszerek, gránit- és alabástrom-buzogányfejek kerültek elő, valamint egy kicsi, eredetileg aranyozott kőszentély darabjai, melyben szobor állt. Aat körülbelül harmincöt évesen halt meg, a másik királyné körülbelül huszonöt évesen. Mindkettejük csontjait megtalálták.
Címei: Örökös hercegnő (ỉrỉỉ.t-pˁt), A király szeretett felesége (ḥmt-nỉswt mrỉỉ.t=f),
Aki egy a fehér koronával (ẖnm.t-nfr-ḥḏ.t - henemetnoferhedzset).